# Јабланица (притока Јерме)
Јабланица је највећа и најважнија притока реке Јерме. која се у Бугарској, на месту где се сусрећу три планине: Гребен, Завалска и Ездимирска,, пробија  кроз један од најлепших кањона  –  Јабланишко ждрело. 

## Географске одлике
Извире испод највишег врха Страже – Љубаша на надморској висини од 1.075 метара, а улива се у Јерму на државној граници Бугарске са Србијом, на надморској висини од 608 метара
Густина речне мреже у сливу је 1,62 km/km².

### Слив
У средњем и доњем току Јабланица је мирна река са малим падом и долинским дном широким до пола километра. Долина има изразит југоисточно-северозападни правац, и протиче између кречњачких Ездимирских планина и Страже на југозападу и Завалске планине на североистоку. Поменути кречњачки масиви представљају наставак Гребена из Србије и готово да немају површинских токова, док је Завалска планина изграђена од седиментних стена вулканског порекла и испресецана бројним кратким водотоковима.
Притоке
Најважнија притока Јабланице је Првна, дужине 12,9 km.

### Вегетација
Само мањи део слива Јабланице је покривен шумском вегетацијом, док је највећи део искоришћен за пољопривредну производњу. Делови Љубаша и Ездимирских планина су готово без вегетације.